# Xiphosomella pirema
Xiphosomella pirema är en stekelart som beskrevs av Ian D. Gauld 2000. Xiphosomella pirema ingår i släktet Xiphosomella och familjen brokparasitsteklar. Inga underarter finns listade i Catalogue of Life.